# Aeroporto Internazionale di Jeju
L'aeroporto internazionale di Jeju o Cheju Kukche Konghang (in Hangŭl: 제주국제공항, in Hanja: 濟州國際空港) (IATA: CJU, ICAO: RKPC) è un aeroporto civile coreano, situato nei pressi della città di Jeju, nella provincia di Jeju-do.